# Néville
Néville é uma comuna francesa na região administrativa da Normandia, no departamento de Sena Marítimo. Estende-se por uma área de 9,24 km². Em 2010 a comuna tinha 1 337 habitantes (densidade: 144,7 hab./km²).